# Ischaemum latifolium
Ischaemum latifolium är en gräsart som först beskrevs av Spreng., och fick sitt nu gällande namn av Carl Sigismund Kunth. Ischaemum latifolium ingår i släktet Ischaemum och familjen gräs. Inga underarter finns listade i Catalogue of Life.